# Скалезия
Скалезия (лат. Scalesia) — род растений семейства  Астровые (Asteraceae), эндемичных для Галапагосских островов. 
Род объединяет десять видов деревьев и кустарников, что достаточно необычно для семейства Asteraceae, представленного в большей части травянистыми растениями.
Древесина у всех представителей рода довольно мягкая.
Один из крупнейших и наиболее известных видов Скалезия черешчатая (Scalesia pedunculata) — крупное дерево, вырастающее до 15—20 метров в высоту. В естественных условиях эти деревья могут образовывать густые заросли с экземплярами того же вида и одного возраста.

## Виды
- Scalesia affinis Hook.f.
- Scalesia aspera Anderss.
- Scalesia atractyloides Arn. typus[1]
- Scalesia baurii B.L.Rob. & Greenm.
- Scalesia helleri B.L.Rob.
- Scalesia incisa Hook.f.
- Scalesia microcephala B.L.Rob.
- Scalesia pedunculata Hook.f. — Скалезия черешчатая
- Scalesia stewartii Riley
- Scalesia villosa Stewart